# Голд-Кост Юнайтед
«Голд-Кост Юнайтед» (англ. «Gold Coast United FC») — колишній австралійський футбольний клуб з міста Голд-Кост. Заснований 2008 року, розформований — 2012, після того як команда закінчила чемпіонат на останньому місці.

## Протистояння
- «Голд-Кост Юнайтед» — «Брисбен Роар»
- «Голд-Кост Юнайтед» — «Перт Глорі»

## Виступи в чемпіонаті
- 2009–10
  - Регулярний чемпіонат: 3 місце
  - Плей-оф: півфінал, перший тиждень

- 2010–11
  - Регулярний чемпіонат: 4 місце
  - Плей-оф: попередній фінал (3 місце)

- 2011–12
  - Регулярний чемпіонат: 10 (останнє) місце
  - Плей-оф: не кваліфікувалась